# Sois prof et tais-toi !
Sois prof et tais-toi ! (Head of the class, littéralement Le premier de la classe) est une série télévisée américaine en 114 épisodes de 23 minutes créée par Michael Elias et Rich Eustis, diffusée entre le 17 septembre 1986 et le 25 juin 1991 sur le réseau ABC.
En France, la saison 1 a été diffusée dans Décode pas Bunny à partir du 25 août 1990 sur Canal+. Rediffusion et épisodes inédits dans l'émission Giga du 23 décembre 1991 sur Antenne 2 au 15 novembre 1993 sur France 2.

## Synopsis
La série raconte l'histoire d'une classe de surdoués intégrée dans le Individualized Honors Program (IHP) du Lycée Monroe (puis Millard Fillmore) à Manhattan, et son professeur Charlie Moore (Howard Hesseman) (puis Billy MacGregor).

## Distribution
- Howard Hesseman (VF : Roland Ménard) : Charles P. « Charlie » Moore (1986–1990, saisons 1–4)
- Billy Connolly : Billy MacGregor (1990–1991, saison 5)
- William G. Schilling (en) (VF : Jean-Pierre Delage) : Dr Harold Samuels (1986–1991, saisons 1–5)
- Jeannetta Arnette (en) (VF : Véronique Augereau) : Bernadette Meara (1986–1991, saisons 1–5)
- Leslie Bega (en) : Maria Borges (1986–1989, saisons 1–3)
- Dan Frischman (VF : Franck Baugin) : Arvid Engen [David en VF] (1986–1991, saisons 1–5)
- Robin Givens : Darlene Merriman [Denise en VF] (1986–1991, saisons 1–5)
- Khrystyne Haje (en) (VF : Michèle Buzynski) : Simone Foster (1986–1991, saisons 1–5)
- Joher Coleman (VF : Jérôme Berthoud) : Jawaharlal Choudhury (1986–1989, saisons 1–3)
- Tony O'Dell (en) : Alan Pinkard [Alain en VF] (1986–1991, saisons 1–5)
- Brian Robbins (VF : Éric Baugin) : Eric Mardian (1986–1991, saisons 1–5)
- Kimberly Russell (en) (VF : Hélène Chanson) : Sarah Nevins (1986–1991, saisons 1–5)
- Dan Schneider (VF : Daniel Lafourcade) : Dennis Blunden (1986–1991, saisons 1–5)
- Tannis Vallely (en) : Janice Lazarotto [Jeannie en VF] (1986–1989; saisons 1–3, invité à la saison 5)
- Michael DeLorenzo (en) (VF : Jérôme Berthoud) : Alex Torres (1989–1991, saisons 4–5)
- Lara Piper (arz) : Viki Amory (1989–1991, saisons 4–5)
- Rain Pryor (en) : Theola June « T.J. » Jones (1988–1991, saisons 3–5)
- Jonathan Ke Quan : Jasper Kwong (1990–1991, saison 5)
- De'voreaux White : Aristotle McKenzie (1989–1991, saisons 4–5)

## Épisodes

### Première saison (1986-1987)
1. Pilot
2. Back to the Future
3. Charliegate
4. Love at First Byte
5. The Outsider
6. Teacher's Teacher
7. Volleyball Anyone?
8. Critical Choices
9. Cold Turkey
10. You've Got a Friend
11. As Time Goes By
12. The Way We Weren't
13. Rebel Without a Class
14. Ode to Simone
15. Past Imperfect
16. A Problem Like Maria
17. The Russians Are Coming, the Russians Are Coming!
18. Valentine's Day
19. Video Activity
20. Privilege
21. Crimes of the Heart
22. The Secret Life of Arvid Engen

### Deuxième saison (1987-1988)
1. Science Fair-Weather Friends
2. The Write Stuff
3. The Big Squeeze
4. Child of the 60's
5. Trouble in Perfectville
6. Coach Charlie
7. That'll Be the Day
8. Poltergeist III
9. Psyched Out at Fillmore
10. Revenge of the Liberal
11. Play it Again, Woody
12. Will the Real Arvid Engen Please Stand Up?
13. On the Road Again
14. Fatal Distraction
15. Cello Fever
16. Parent's Day
17. Love is Debatable
18. For Better, For Worse
19. We Love You, Mrs. Russell
20. Don't Play With Matches
21. The 21st-Century News
22. Moore Than You Know

### Troisième saison (1988-1989)
1. The Refrigerator of Fillmore High
2. Back in the U.S.S.R.
3. Mission to Moscow: Part One
4. Mission to Moscow: Part Two
5. Let's Rap
6. Engen and Son
7. Get a Job
8. Born to Run
9. First Date
10. Partners
11. Arvid's Sure Thing
12. Scuttlebutt
13. Little Shop 'Til You Drop: Part One
14. Little Shop 'Til You Drop: Part Two
15. The Hot Seat
16. Radio Activity
17. The Little Sister
18. Killer Coach
19. I Am the King
20. King of Remedial
21. Labor Daze
22. Exactly Twelve O'Clock

### Quatrième saison (1989-1990)
1. Back to School
2. Viki and Eric and Simone and Alex
3. The Ring of Darlene M.
4. Viki in Love
5. Blunden in Love
6. The Bright Stuff: Part One
7. The Bright Stuff: Part Two
8. Gotta Dance
9. Good Mourning
10. Arvid Nose Best
11. The Devil and Miss T.J.
12. Why Ronnie Can't Read
13. The Joker Is Wild
14. Tough Guys Don't Sew
15. Reel Problems
16. Alan Goes Crimson
17. Hair version 90, première partie (From Hair to Eternity: Part One)
18. Hair version 90, deuxième partie (From Hair to Eternity: Part Two)
19. Recruitment Day
20. The Quiet Kid
21. Simone passe par-dessus (Simone Goes Overboard)
22. Queen, Queen, Queen for a Day
23. Politics of Love
24. Charle et sa bande (The Reel Charlie Moore)
25. Une histoire en béton (Cement Hi-Tops)
26. Teacher's Pet

### Cinquième saison (1990-1991)
1. Where's Charlie?
2. Twelve Angry Nerds
3. The Heartbreak Nerd
4. And Then There Were None
5. Getting Personal
6. Napoleon Blown Apart
7. Billy's Big One
8. Dead Men Don't Wear Pocket Protectors: Part One
9. Dead Men Don't Wear Pocket Protectors: Part Two
10. Fillmore vs. Billy Jean's
11. Be My Baby… Sitter
12. Dancing Fools
13. My Son the Primate
14. The Importance of Being Alex
15. Viki's Torn Genes
16. The Last Waltz
17. Most Likely to Be Forgotten
18. The Strange Case of Randy McNally
19. My Dinner With Darlene
20. The Phantom of the Glee Club
21. It Couldn't Last Forever: Part One
22. It Couldn't Last Forever: Part Two

## Commentaires
Il s'agit de la première série à avoir tourné un épisode à Moscou, en Russie, avant la chute du Mur de Berlin et l'éclatement du bloc soviétique.

## Reboot
En mai 2020, le service HBO Max commande un pilote et cinq scripts d'une nouvelle version de la série. Fin novembre, Isabella Gomez décroche un rôle principal. La série est annulée en 2022 au bout de 10 épisodes.